# Веене
Веене (на немски: Windsichten, на английски: Winnowing, на руски: Веяние) представлява един механичен начин на отделяне, при който частици поради своята разлика в теглото или инертността си се разделят при попадането си в един въздушен поток. При това леките и обемни частици биват отнесени от въздушния поток, а тежките падат близо. Съгласно забраните на дейности в шабат, това представлява: отделяне на обвивката на зърно от сърцевината му с помощта на въздуха/вятъра.

## Приложения
- Отделяне на плявата, зърното и камъните чрез веялка.[1]
- Отделяне на смлените зърнени култури на грис, трици, брашно и фракциите, които трябва да се смелят отново.
- Отделяне на листата и стеблата на зелен и черен чай след раздробяването и изсушаването им.
- Отделяне на стъкло и други твърди материали от компоста.
- Разделянето на хартията и пластмасата от отпадъка.
- Дисперсионен анализ на твърди частици.
- В циментовата индустрия.
- След каменотрошачката за отделяне на различните фракции.

## Галерия
- Константин Трутовски, „Лято на село“, 1893
- Жан-Франсоа Миле, „Веяч“, 1846-1847 г.
- Истман Джонсън, „Веене на зърно“, между 1873 и 1879г
- Ханс Оле Брасен, „Веене“, 1883